# Ska-P
Ska-P е испанска ска-пънк група, създадена в Мадрид през 1994 година. Групата има крайни леви, частично анархични, политические възгледи. Ska-P е една от най-известните ска-пънк групи в Испания и Европа в като цяло.
Без значение от имиджа на групата, Ska-P има добре отрепетирани и аранжирани произведения. Групата създава мощен звук, което сериозно я отличава от повечето групи в жанра.
В края на 2004 година групата обявява, че работи над нов албум. Но през февруари 2005 съобщава че ще направят пауза, за да могат членовете на групата да работят над индивидуални проекти. Някои смятат, че групата се е разпаднала. Прощалното турне на Ska-P се състои през октомври 2005 в Буенос-Айрес.
Впоследствие през 2008 година на официалния сайт на групата се появя информация, че Ska-P възобновява дейността си и следват концерти в Испания, Франция и др.

## Название на групата
Ska-P (произнася се е-ска-пе) – произлиза от испанската дума escape (бягство) или съкращение от ska-(p)olitic.

## Възгледи
Ska-P са доста откровени във възгледите си, което се проявява открито в песните им. Общите теми са човешките права, отмяна на смъртното наказание, социална справедливост, антифашизъм, антикапитализъм, легализация на марихуаната, съблюдаване на правата на животните (вкл. отмяна на коридата).

## Състав
- Pulpul (Roberto Gañan Ojea) – китара и вокал (1994)
- Joxemi (Jose Miguel Redin Redin) – китара (1996)
- Julio (Julio Cesar Sanchez) – бас-китара (1994)
- Kogote (Alberto Javier Amado) – клавишни и беквокал (1994)
- Luismi – барабани (с 1999)
- Pipi (Ricardo Degaldo de la Obra) – беквокал (1996), The Locos
- Pako – Менеджер и барабани (1994)
- Toni – китара и беквокал (бивш член 1994)
- Chiquitin (Alberto Iriondo) – тромпет
- Gari (Garikoitz Badiola) – тромбон

## Нови проекти
- The Locos: „Pipi“
- No-Relax: „Joxemi“

## Песни
| - 0,7 - Abolición - A la mierda - América latina ¡¡libre!! - Alí el Magrebí - Bla, Bla, Bla - Cannabis - Cómo me pongo - Consumo gusto - Casposos - Derecho de Admisión - El Autentico - El Gato López - El niño soldado - El olvidado - El Hombre Resaka Baila ska - El vals del obrero - Eres un@ más | - España va bien - Estampida - E.T.T.s - Insensibilidad - Intifada - Juan sin tierra - Casposos - Kémalo - La estampida - La mosca cojonera - La sesera no va - Lucrecia - McDólar - Mestizaje - Mis colegas - Naval Xixón - Navidad - Ni Fu Ni Fa - No te pares | - ÑaPaEs - Paramilitar - Planeta eskoria - Reality show - Resistencia - Revistas del corazón - Romero el Madero - Sargento Bolilla - Sectas - Seguimos en pie - Sexo y religión - Simpático holgazán - Solamente por pensar - Tío Sam - Vergüenza - Villancico - Violencia Machista - Welcome To Hell |  |

Те са посветили песен на мадридския футболен клуб Райо Валекано, която често свирят на концертите си в Мадрид.

## Сингли
- Napa Es  (1996)
- Paramilitar  (1998)
- España Va Bien  (1999)
- Derecho De Admisión  (2000)

## Албуми
- Ska-P (1995)
- El Vals del Obrero (1996)
- Eurosis (1998)
- Planeta Eskoria (2001)
- ¡¡Que Corra La Voz!! (2002)
- Incontrolable (Концертен албум и видео DVD) (2002)
- Lágrimas y Gozos (2008)
- 99%(2013)
- Game Over (2018)

## Видео
- Ska-p en concierto (1998) (VHS)
- Seguimos en pie (1999) (VHS, DVD)
- Incontrolables (2003) (DVD с аудио CD)
- Crimen Sollicitationis (2008)